# Adrián Calello
Adrián Daniel Calello (Quilmes em 14 de Maio de 1987) é um futebolista argentino que atualmente defende a Calcio Catania.